# Форно (Тренто)
Форно је насеље у Италији у округу Тренто, региону Трентино-Јужни Тирол.
Према процени из 2011. у насељу је живело 131 становника. Насеље се налази на надморској висини од 1125 м.